# 9392 Cavaillon
A 9392 Cavaillon (ideiglenes jelöléssel 1994 PK7) a Naprendszer kisbolygóövében található aszteroida. Eric Walter Elst fedezte fel 1994. augusztus 10-én.